# Neosemidalis antennalis
Neosemidalis antennalis är en insektsart som beskrevs av Tim R. New 1988. Neosemidalis antennalis ingår i släktet Neosemidalis och familjen vaxsländor. Inga underarter finns listade i Catalogue of Life.